# Batalla de Vences
La Batalla de Vences, o del Potrero de Vences, fue un combate librado el 27 de noviembre de 1847 entre las fuerzas federales del gobernador de Entre Ríos, brigadier Justo José de Urquiza y el de la provincia de Corrientes, bajo el mando de su gobernador, coronel mayor (general) Joaquín Madariaga. Fue una de las batallas más grandes de las guerras civiles argentinas. La victoria federal significaría el fin de la rebelión de Corrientes contra la autoridad del gobernador porteño Juan Manuel de Rosas, que esa provincia mantenía desde 1839 casi sin interrupción.

## Antecedentes
Los conflictos entre Corrientes y Buenos Aires estaban opacados por las palabras que usaban los contendientes. Los correntinos exigían la sanción de una constitución, que aún no se había sancionado, mientras que Rosas acusaba al gobierno correntino de pertenecer al partido unitario. En realidad, el gobernador correntino era, posiblemente, más sinceramente federal que Rosas, pero la provincia se había aliado a los generales unitarios Juan Lavalle y José María Paz.
Por otro lado, la verdadera discusión se daba por la aduana del puerto de Buenos Aires y por la navegación de los ríos interiores. La provincia porteña usufructuaba los beneficios de la aduana sin darle participación a las demás provincias, al tiempo que prohibía a los barcos mercantes navegar los ríos Paraná y Uruguay para desembarcar en el litoral. Dada la negativa de Buenos Aires – bajo constante agresión militar y fuertemente endeudada por Bernardino Rivadavia en la década del '20 – de compartir esas rentas, la alternativa para Corrientes era luchar por la libre navegación de los ríos para tener así su propia aduana. Pero Santa Fe y Entre Ríos estaban firmemente aliadas a Buenos Aires; de modo que Corrientes estaba sola en la defensa de ese “federalismo fluvial", lo que la llevaría a aliarse con las potencias extranjeras, los colorados uruguayos y los unitarios para enfrentar a Rosas. 
El gobernador Madariaga había puesto el mando de su ejército –de unos 5.000, quizás 6000 hombres– en manos del general José María Paz, que ya en 1841 había logrado un impresionante triunfo en la batalla de Caaguazú. Este logró darle una buena formación militar y lo dotó de valioso armamento. Aparte de haber recibido, por una alianza entre Corrientes y Paraguay, un refuerzo de 4000 o 5.000 paraguayos al mando de Francisco Solano López.
Sin embargo, su principal aliado, Fructuoso Rivera, estaba impedido de llevar a cabo operaciones bélicas por su derrota en India Muerta ante Urquiza y Paz comandaba a los defensores de Montevideo. Por esto la ayuda en tropas y armamento de los paraguayos fue clave para poder levantar en pie un nuevo ejército correntino.
Pero cuando el general Urquiza invadió la provincia al frente de 6000 hombres, a principios de 1846, quiso llevarlo hasta una fuerte posición defensiva en Ibahay, muy al norte de la provincia. Esta estrategia no dio resultado: el entrerriano no cayó en la trampa, en parte gracias a su segundo jefe, Eugenio Garzón, que le aconsejó evitar un ataque frontal. En cambio, el general Juan Madariaga, hermano del gobernador y jefe de la vanguardia correntino-paraguaya, fue vencido y tomado prisionero en la batalla de Laguna Limpia; por otro lado, Urquiza tuvo la provincia a su disposición para saquearla a gusto, y su ejército aumentó a los 7000 hombres gracias a los contingentes de correntinos que se sumaron al mando de jefes que se negaban a obedecer a Madariaga.
El gobernante entrerriano puso en libertad a Juan Madariaga, y a través de él quiso llegar a un arreglo con su hermano. Paz se opuso e intentó derrocarlo, pero fue derrotado y debió huir de la provincia. Meses después se firmaba el Tratado de Alcaraz, que sancionaba la paz entre Corrientes y las provincias federales, pero no obligaba a la provincia rebelde a participar en la guerra en Uruguay, donde se organizaban las últimas resistencias contra Rosas.
Rosas rechazó el tratado y exigió que Corrientes lo confirmara como autoridad nacional, y que se obligara a ayudar contra los colorados de Uruguay, a lo que Madariaga se negó. De modo que Urquiza recibió orden de invadir a Corrientes.

## La batalla
Urquiza se tomó varios meses para iniciar la campaña, ya que tenía la esperanza de convencer a Rosas. Pero finalmente inició el avance el 4 de noviembre de 1847, desde su campamento de Calá –cerca de la actual ciudad entrerriana de Basabilvaso– e invadió la provincia de Corrientes desde el sur. Llevaba en sus filas unos 1500 correntinos enemistados con Madariaga, bajo el mando de los coroneles Nicanor Cáceres y José Antonio y Benjamín Virasoro, junto a unos 5000 entrerrianos, en total unos 6500 hombres (6000 jinetes y 500 infantes) y 7 piezas de artillería. El ejército de los hermanos Madariaga, con poco más de 5000 hombres (900 infantes y 4.100 jinetes) y 12 piezas de artillería, los esperó en una fuerte posición defensiva, rodeada por detrás y los costados por esteros y defendida en el frente por abatíes, en el Rincón de Vences, departamento de San Luis Del Palmar, en el norte de la provincia.
Tras un ataque a las dos de la tarde del 26 de noviembre, que sirvió a Urquiza como reconocimiento, al mediodía del día 27, las fuerzas de Urquiza iniciaron el ataque divididas en dos: la caballería de la mitad de Urquiza avanzó por la izquierda a través de los esteros, dejando a retaguardia la artillería e infantería, pero fue detenida duranta algunas horas. La otra mitad, al mando del general Garzón, esperó que los correntinos se concentraran en las fuerzas de Urquiza y atacó por la derecha, cruzando un estero que los correntinos habían considerado infranqueable. Garzón llevaba las divisiones de caballería del coronel Apolinario Almada y, cuando vio que su vanguardia llegaba a tierra firme, mandó primero a avanzar a la infantería de los teniente coroneles José María Francia y Manuel Basavilbaso y la artillería de Marcelino Martínez, que fueron duramente golpeadas por la artillería correntina; sólo a continuación llamó a la división de caballería restante, que llegó fácilmente a la fortificación al mando del coronel Manuel Palavecino.
Cuando desde su posición notó que Garzón iba superando a la defensa correntina, Urquiza mandó atacar a su parte del ejército, que –aunque sufriendo numerosas bajas– logró alcanzar rápidamente las posiciones defensivas de los Madariaga. Los jefes de la caballería eran los coroneles Miguel Galarza, Crispín Velázquez, José Antonio Virasoro, Antonio Borda y Nicanor Cáceres y los comandantes Fausto Aguilar y Juan José Paso. Tras superar las trincheras y abatíes, quedaban los correntinos defendiéndose a pie en el «potrero», bien armados pero casi sin municiones, y sin protección alguna. Una rápida carga de caballería e infantería sobre la infantería y artillería correntinas completó la victoria federal.
A las 3 de la tarde todo había terminado, y el gobernador correntino y sus oficiales abandonaron el campo de batalla. La caballería correntina fue diezmada en la persecución, y tuvieron 500 muertos; la mayor parte eran lanceados por los correntinos del ejército federal, que tenían menos piedad de sus comprovincianos que de los forasteros. Y se tomaron más de 2000 prisioneros. Después de la batalla fueron ejecutados muchos más, degollados muchos soldados, y fusilados cuatro coroneles rendidos.

## Consecuencias
El gobernador, su hermano y los políticos que los rodeaban huyeron a Paraguay, pasando más tarde a Brasil; allí moriría Joaquín Madariaga. La legislatura eligió gobernador a Miguel Virasoro, el único de los hermanos que no se había pasado a Urquiza antes de la batalla, y este reconoció la victoria federal. Semanas después se reinstalaba la legislatura federal que había sido disuelta cuatro años antes por los Madariaga, y ésta eligió gobernador al coronel mayor (general) Benjamín Virasoro.
La provincia de Corrientes volvió a pertenecer de lleno a la Confederación Argentina. Se reinstalaron en ella las fórmulas políticas federales, y Rosas logró finalmente tener el encargo de un gobierno nacional sui generis de parte de todas las provincias. Virasoro no dio problemas a Rosas y ayudó en el sitio de Montevideo.
Pero menos de tres años más tarde, Urquiza y Virasoro se aliarían contra Rosas, en lo que se conoce como pronunciamiento de Urquiza, y formarían el grueso del ejército con que Buenos Aires caería derrotada en la batalla de Caseros. Al año siguiente se sancionaría la Constitución Nacional Argentina.
Pero el problema de la Aduana de Buenos Aires no se resolvería hasta la década de 1860, a favor del gobierno de Buenos Aires, que se impuso al resto del país con la alianza incondicional de la provincia de Corrientes.  Derogada la ley proteccionista de Rosas –la Ley de Aduana–, y durante casi un siglo más, la política aperturista del gobierno argentino seguiría condenando al atraso a las provincias del interior, incluida Corrientes.